# مقام‌های موسیقی در ادبیات فارسی
در ادبیات فارسی نام مقام‌های موسیقی بسیار ذکر شده‌است. بررسی سیر تاریخی نام‌های مقاماتی که در شعرها و نثر ادبی فارسی ذکر شده به درک سیر تحول مقام‌ها در موسیقی ایران کمک می‌کند.
در زیر مهم‌ترین این متون بر اساس سده‌های هجری قمری اشاره شده‌اند. یکی از مهم‌ترین این متون، رساله‌ای است که توسط محمد بن محمود بن محمد نیشابوری نوشته شده‌است که اولین متنی است که به طور مستقل (از متون عربی و یونانی) به تشریح موسیقی ایران پرداخته است. در رسالهٔ نیشابوری ۱۲ مقام برشمرده شده‌است؛ در انتها این مقام‌ها با آنچه در دیگر متون کهن آمده‌است مقایسه شده‌اند.

## قرن پنجم
نخستین کسی که به صراحت از پرده‌ها نام می‌برد، کیکاووس بن اسکندر نویسنده قابوس‌نامه (۴۵۷ق) است که در فصل آیین و رسم خنیاگری، از ده پرده نام می‌برد:
نخست بر پرده راست چیزی بگوی پس بر رسم هر پرده چون پرده ماهور و پرده عراق و پرده عشاق و پرده زیرافگند و پرده بوسلیک و پرده سپاهان و پرده نو و پرده بسته و پرده راهوی شرط مطربی به‌جای آر.

## قرن ششم
در قرن ششم، انوری در یکی از اشعارش از پرده‌های «نهاوند»، «رهاوی»، «عراق» و در شعری دیگر از «زنگوله» و «راست» نامبرده است:
| غزلکهای خود همی خواندم |  | در نهاوند و راهوی و عراق |
| — دیوان انوری، ص ۲۶۹   |  |                          |

| دی گفت به طنز نجم قول |  | کای بنده سپهر آبنوست      |
| در زنگوله نشید دانی   |  | گفتم چه دهند از این فسوست |
| در پردهٔ راست راه دانم |  | وانگاه به خانهٔ عروست      |
| — دیوان انوری، ص ۵۵۰  |  |                           |

خاقانی، دیگر شاعر قرن ششم، نیز در آثارش به دفعات از پرده‌های موسیقی نام برده‌است از جمله:
| راست نهادند پردهاش و ببختم  |  | پردهٔ کژ دیدم از ستای صفاهان |
| شهر زر و تخت طاقدیس خسان را |  | باز مرا جفت کین نوای صفاهان |
| — دیوان خاقانی، ص ۳۵۷       |  |                             |

| لاجرم از سهم آن بربط ناهید را |  | بند رهاوی برفت رفت بریشم زتاب |
| — دیوان خاقانی، ص ۴۴          |  |                               |

## قرن هفتم
از جمله آثاری از قرن هفتم هجری که در آن به پرده‌ها اشاره شده دو مورد قابل توجه است. یکی مصیبت‌نامه از عطار که در آن شاعر اشاره می‌کند که تعداد پرده‌ها دوازده‌تا است اما فقط ده پرده را نام می‌برد:
| چون صدف را پردگی بسیار بود    |  | پردگی را پرده فرض کار بود    |
| پس ده و دو پرده را بگشاد جای  |  | تا کسی ننهد برون از پرده پای |
| بست لایق پردهٔ عشاق را         |  | تا نوائی میدهد آفاق را       |
| چون مخالف دید ازو واخواست کرد |  | تا پس پرده مخالف راست کرد    |
| آن یکی رادر نهاوند اوفکند     |  | وان دگر را بسته دربند اوفکند |
| پس زفان باتیغ و بانگ راه زن   |  | بر حسینی زد بآواز حسن        |
| عاقبت سوز فراق آمد پدید       |  | از سپاهان و عراق آمد پدید    |

ولی عطار در دو شعر دیگرش دو پردهٔ دیگر را هم نام برده‌است:
| مطربا قولی بگو از راهوی |  | راه راهِ راهوی‌است اندر صبوح |
| — دیوان اشعار، غزل ۱۴۷  |  |                            |

| هرگز نساخت در ره عشاق پرده‌ای |  | کان راست بود ترک کج پرده ساز تو |
| — دیوان اشعار، غزل ۶۷۷       |  |                                 |

در آنچه تا کنون برشمرده شد، نام‌هایی که از مقام‌ها در ادبیات آمده یا ناقص بوده (تمام دوازده مورد را شامل نمی‌شده) یا متفاوت با نامگذاری رایج در حال حاضر است (مثلاً از پرده‌هایی نظیر «مخالف» و «بسته» اسم برده می‌شده که در تقسیم‌بندی‌های جدیدتر اثری از آن نیست). اما در کتاب نصاب‌الصبیان که آن هم مربوط به قرن هفتم هجری است، یازده مقام موسیقی نام برده شده‌است (همگی به جز بزرگ) که نامشان با نامگذاری رایج در حال حاضر مطابقت دارد:
| عشاق مرا قد حسینی است چو راست |  | در پرده بوسلیک، رهاوی و نواست  |
| تا گشت رواج در صفاهان و عراق  |  | زنگو و حجاز، کوچک اندر بر ماست |

مولوی در دو غزلش از بیشتر مقام‌های موسیقی یادکرده‌است. یکی در غزلی است در دیوان شمس از یازده مقام (به‌جز نوا) نام می‌برد:
| ای چنگ پرده‌های سپاهانم آرزوست   |  | وی نای ناله خوش سوزانم آرزوست      |
| در پرده حجاز بگو خوش ترانه‌ای    |  | من هدهدم صفیر سلیمانم آرزوست       |
| از پرده عراق به عشاق تحفه بر    |  | چون راست و بوسلیک خوش‌الحانم آرزوست |
| آغاز کن حسینی زیرا که مایه گفت  |  | کان زیر خرد و زیر بزرگانم آرزوست   |
| در خواب کرده‌ای ز رهاوی مرا کنون |  | بیدار کن به زنگله‌ام کانم آرزوست    |
| این علم موسیقی بر من چو شهادتست |  | چون مومنم شهادت و ایمانم آرزوست    |
| ای عشق عقل را تو پراکنده‌گوی کن  |  | ای عشق نکته‌های پریشانم آرزوست      |
| ای باد خوش که از چمن عشق می‌رسی  |  | بر من گذر که بوی گلستانم آرزوست    |
| در نور یار صورت خوبان همی‌نمود   |  | دیدار یار و دیدن ایشانم آرزوست     |

دیگری در غزل دیگری در دیوان شمس است که در آن مولوی از ده مقام (به جز زیر بزرگ و زیر کوچک) نام می‌برد و به دستگاه چهارگاه هم اشاره می‌کند.
| می‌زن سه تا که یکتا گشتم مکن دوتایی     |  | یا پرده رهاوی یا پرده رهایی            |
| بی زیر و بی‌بم تو ماییم در غم تو        |  | در نای این نوا زن کافغان ز بی‌نوایی     |
| قولی که در عراق است درمان این فراق است |  | بی قول دلبری تو آخر بگو کجایی          |
| ای آشنای شاهان در پرده سپاهان          |  | بنواز جان ما را از راه آشنایی          |
| در جمع سست رایان رو زنگله سرایان       |  | کاری ببر به پایان تا چند سست رایی      |
| از هر دو زیرافکند بندی بر این دلم بند  |  | آن هر دو خود یک است و ما را دو می‌نمایی |
| گر یار راست کاری ور قول راست داری      |  | در راست قول برگو تا در حجاز آیی        |
| در پرده حسینی عشاق را درآور            |  | وز بوسلیک و مایه بنمای دلگشایی         |
| از تو دوگاه خواهند تو چارگاه برگو      |  | تو شمع این سرایی ای خوش که می‌سرایی     |

## قرن هشتم
جمال الدین سلمان در یکی از غزل‌هایش از مقامی با نام دلنواز و ... نام برده‌است:
| راستی بستان مقام دلنواز است این زمان |  | خوش‌نوایی در مقام دلنواز آغاز کن |

## مقایسه
جدول زیر، نام پرده‌هایی که در رسالهٔ نیشابوری (ابتدای قرن ششم هجری) آمده را با آثار دیگر ادیبان تا قرن هفتم هجری مقایسه می‌کند: در سطر آخر نیز نام مقام‌های مطابق، به شکلی که توسط صفی‌الدین ارموی مطرح و پس از او در آثار دیگران نیز تکرار شده، آمده‌است.
| ادیب             | درگذشت (ه‍.ق) | آثار          | گوشه‌هایی که نام برده | گوشه‌هایی که نام برده | گوشه‌هایی که نام برده | گوشه‌هایی که نام برده | گوشه‌هایی که نام برده | گوشه‌هایی که نام برده | گوشه‌هایی که نام برده | گوشه‌هایی که نام برده | گوشه‌هایی که نام برده | گوشه‌هایی که نام برده | گوشه‌هایی که نام برده | گوشه‌هایی که نام برده |
| ادیب             | درگذشت (ه‍.ق) | آثار          | راست                 | مخالف راست           | عراق                 | مخالفک               | حسینی                | رهاوی (راهوی)        | اصفهان               | ماده                 | بوسلیک               | نوا                  | نهاوند (زنگوله)      | عشاق                 |
| ---------------- | ----------- | ------------- | -------------------- | -------------------- | -------------------- | -------------------- | -------------------- | -------------------- | -------------------- | -------------------- | -------------------- | -------------------- | -------------------- | -------------------- |
| ابن سینا         | ۴۲۸         | شفا           |                      |                      |                      |                      |                      |                      | آری                  |                      |                      | آری                  |                      |                      |
| منوچهری دامغانی  | ۴۳۲         | دیوان اشعار   | آری                  |                      |                      |                      |                      | آری                  |                      | آری                  |                      |                      |                      | آری                  |
| عنصرالمعالی      | ۴۷۹         | قابوسنامه     | آری                  |                      | آری                  |                      |                      | آری                  | آری                  | آری                  | آری                  | آری                  |                      | آری                  |
| انوری            | ۵۶۵         | دیوان اشعار   | آری                  |                      | آری                  |                      |                      | آری                  |                      |                      |                      |                      | آری                  |                      |
| خاقانی           | ۵۹۵         | دیوان اشعار   | آری                  |                      |                      |                      |                      | آری                  | آری                  |                      |                      |                      |                      |                      |
| نیشابوری         | ۵۹۹         | رساله موسیقی  | آری                  | آری                  | آری                  | آری                  | آری                  | آری                  | آری                  | آری                  | آری                  | آری                  | آری                  | آری                  |
| نظامی گنجوی      | ‎۶۰۷–۶۱۲     | خسرو و شیرین  | آری                  |                      | آری                  | آری                  |                      | آری                  | آری                  |                      |                      | آری                  |                      | آری                  |
| عطار نیشابوری    | ۶۱۸         | مصیبت‌نامه     | آری                  | آری                  | آری                  | آری                  | آری                  | آری                  | آری                  |                      |                      | آری                  | آری                  | آری                  |
| اوحدالدین کرمانی | ۶۳۵         | دیوان اشعار   | آری                  |                      | آری                  |                      | آری                  |                      |                      |                      |                      |                      | آری                  |                      |
| سراج الدین قمری  | ۶۲۵         | دیوان اشعار   |                      |                      |                      | آری                  |                      |                      |                      |                      |                      | آری                  |                      |                      |
| محمد عوفی        | ۶۳۹         | لباب الالباب  | آری                  |                      | آری                  |                      |                      | آری                  |                      |                      |                      | آری                  |                      | آری                  |
| مولوی            | ۶۷۲         | دیوان شمس     | آری                  | (بزرگ)               | آری                  | (زیرافکند)           | آری                  | آری                  | آری                  | آری                  | آری                  |                      | آری                  | آری                  |
| علاء بخاری منجم  | پس از ۶۹۱   | اشجار و اثمار | آری                  |                      | آری                  |                      | آری                  | آری                  | آری                  |                      | آری                  | آری                  | آری                  | آری                  |
| صفی‌الدین ارموی   | ۶۹۳         | الادوار       | راست                 | بزرگ                 | عراق                 | زیرافکند             | حسینی                | راهوی                | اصفهان               | حجازی                | بوسلیک               | نوا                  | زنگوله               | عشاق                 |